# Donald d'Ogilvy
Saint Donald naquit et vécut au VIIIe siècle en Écosse, à Ogilvy. Sa fête est le 15 juillet.
Sa femme mourut un jour, lui laissant neuf filles, en lui recommandant de leur trouver un bon parti à chacune.
Or ses filles souhaitaient toutes devenir religieuses. Donald se réjouit de faire de ses filles des épouses de Jésus-Christ. Comme Donald avait une grande maison, il la transforma en couvent et devint l'abbé de la communauté.
Après sa mort, ses filles entrèrent au monastère d'Abernethy.

## Sources
- La fleur des saints - Omer Englebert - 1980 - Albin Michel - Imprimatur du 26-12-1979 -  (ISBN 2-226-00906-X)